# Pseudoligia
Pseudoligia là một chi bướm đêm thuộc họ Noctuidae.

## Loài
- Pseudoligia similiaria (Ménétriés, 1849)
- Pseudoligia lucifer L.Ronkay & Gyulai, 2008